# Газопереробний завод Валлумбілла
Газопереробний завод Валлумбілла – елемент нафтогазової інфраструктури Австралії.
Ще наприкінці 1960-х в районі Валлумбілли почалась розробка газових родовищ, продукцію яких спрямували до трубопроводу Валлумбілла – Брисбен. З плином часу також вирішили монетизувати наявний в продукції родовищ ресурс гомологів метану, для чого в 1984-му на вихідному пункті зазначеного трубопроводу ввели в дію газопереробний завод, що окрім товарного газу випускає стабілізований конденсат, бутан та пропан. За проектом потужність ГПЗ становила 1,06 млн м3 газу на добу, втім, фактичний показник не перевищував 0,66 млн м3.
Проект реалізувала компанія Santos, яка в 2011-му продала його компанії AGL. Остання в 2011 – 2015 роках провела суттєву модернізацію, що мало дозволити досягнути первісної проектної потужності, та в 2016-му знову ввела заводу у дію. Як очікувалось, ГПЗ передусім працюватиме з ресурсом,  піднятим з підземного сховища Сілвер-Спрінгс.  
Товарний газ спрямовується до Валлумбілла – Брисбен, тоді як інша продукція вивозиться автоцистернами.